# Хотыничи

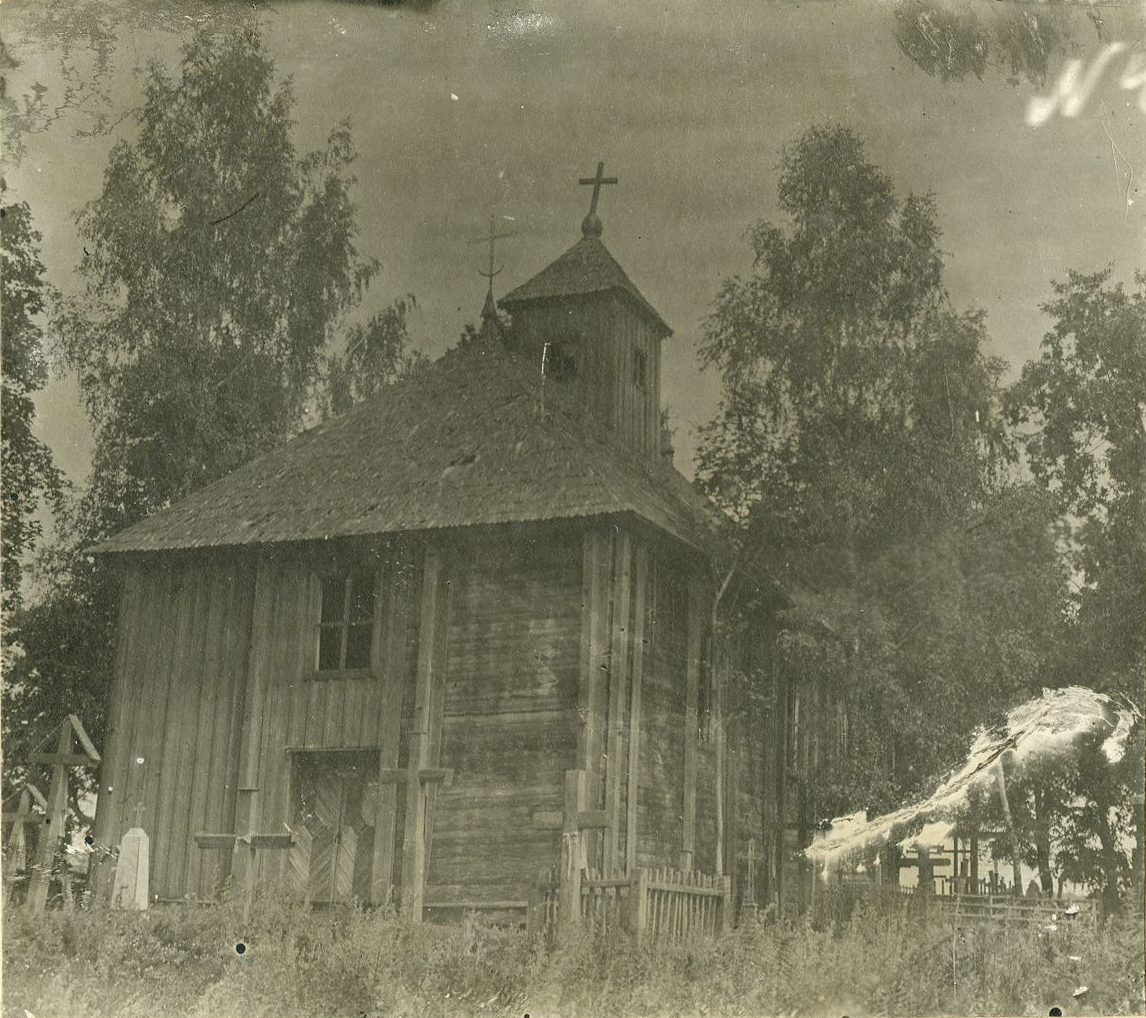
Старое здание Успенской церкви (не сохранилось)

Хоты́ничи (бел. Хаты́нічы) — агрогородок в Ганцевичском районе Брестской области. Административный центр Хотыничского сельсовета. Население — 2028 человек (2019).
Являясь самой крупной деревней Ганцевичского района, Хотыничи входили в список самых больших деревень Беларуси с населением более 2 тысяч человек наряду с другими селами Брестской области: Богдановкой и Дятловичами.
Возник в конце XIV—начале XV века, у дороги, связавшей в то время Пинск через Логишин, Борки, Любашево и Синявку с Минском.

## География
Хотыничи находятся в 18 км к юго-западу от Ганцевичей. Через село проходит автодорога Ганцевичи-Логишин Р105. Местная дорога ведёт из Хотыничей в Раздяловичи. Село окружено заболоченными лесами, местность принадлежит бассейну Днепра, недалёко от Хотыничей начинается река Бобрик. Рядом с селом есть сеть мелиоративных каналов со стоком в Бобрик.

## Этимология
Существуют несколько версий происхождения названия.
Предполагают, что название произошло от слова «хатули», как на Полесье называли деревянную выдолбленную обувь. Либо от слова «хата». Последнюю версию поддерживает В. А. Жучкевич.
Существует легенда: «…Было у матери трое сыновей. Выросли они, старший и средний из отцовского гнезда улетели. Первый среди бора поселился, там теперь деревня Борки. И второй недалеко ушел — поделил с соседом землю и построился на „раздяле“, там теперь Раздяловичи стоят. А третий захотел с матерью остаться, так место и назвали — Хатеничи, а потом они Хотыничами стали.»

## Инфраструктура
Состоит из нескольких улиц. Самой длинной является Пинская (4,5 километра, 600 жителей).
Имеются школа, детский сад, больница, амбулатория, и клуб.

## Достопримечательности
- Свято-Успенский храм (после 1994 года). Существовавший в деревне деревянный храм 1868 года пришёл в запустение и был разобран в конце XX века. Вместо него в деревне в тот же период был выстроен новый, кирпичный храм[6]
- Братская могила советских воинов и партизан. Похоронены 18 солдат и 3 партизана, погибших в июле 1944 года при освобождении села. В 1957 году на могиле установлен памятник[7].